# Władysław Klabiński
Władysław Klabiński (ur. 25 maja 1925 w Herne, zm. 4 stycznia 2004 w Warszawie) – polski kolarz szosowy, mistrz i reprezentant Polski.

## Życiorys
Urodził się jako syn Franciszka w rodzinie polskich emigrantów, którzy mieszkali najpierw w Niemczech, następnie we Francji. W 1950 przyjechał do Polski z reprezentacją Polonii francuskiej, aby wystąpić w Wyścigu Pokoju. Wyścigu tego nie ukończył, ale zdecydował się pozostać w Polsce i tu kontynuować swoją karierę w barwach Gwardii Warszawa. Już w 1950 ze swoją nową drużyną sięgnął po mistrzostwo Polski w wyścigu drużynowym na 100 km. Był także mistrzem Polski w wyścigu ze startu wspólnego (1953), w kolarstwie przełajowym (1954) oraz w torowym wyścigu długodystansowym (1951). Ponadto zdobył w mistrzostwach Polski jeszcze trzy srebrne medale (1951 - wyścig szosowy ze startu wspólnego, 1953, 1958 - wyścig drużynowy na 100 km) i dwa brązowe (1952 - wyścig górski, 1955 - wyścig szosowy ze startu wspólnego).
W polskich barwach wystąpił pięciokrotnie w Wyścigu Pokoju (1951- 29 m., 1952 - 16 m., 1953 - 35 m., 1954 - 17 m. i wygrany etap, 1955 - 38 m.) W 1952 zajął piąte miejsce w Tour de Pologne, a w 1953 w tym samym wyścigu był czwarty i wygrał jeden z etapów. W 1953 wystąpił w indywidualnym wyścigu szosowym mistrzostw świata, ale go nie ukończył.
W 1953 został odznaczony Srebrnym Krzyżem Zasługi za zasługi i osiągnięcia w dziedzinie kultury fizycznej i sportu.
Kolarstwo uprawiali także jego bracia Edward, Bronisław i Feliks.